# Yiruma
Yiruma (псевдоним, настоящее имя кор. 이루마, 李閏珉, Li Ru-Ma, Ли Рума; р. 15 февраля 1978, Сеул) — южнокорейский пианист и композитор. Самые известные композиции — «River Flows in You» (опубликована в альбомах «First Love» и «Movement On a Theme»), «May Be» (в альбомах «First Love» и «Missing You») и «Kiss the Rain» (альбом «From the Yellow Room»), а также написал мелодию «Over the Horizon» для Samsung.

## Биография
Ли Рума начал играть на фортепиано с 5 лет, а в 11 лет родители отправили его в Англию учиться в Purcell School for Young Musicians для музыкально одарённых детей. В 1997 году он поступил в лондонский Королевский колледж, где учился у музыканта Харрисона Бёртуистла. Во время обучения в Королевском колледже Ли Рума выпустил свой первый альбом «Love Scene» под лейблом Decca.
В том же 2001 году музыкант окончил колледж, вернулся в Корею и выпустил второй альбом «First Love». Самая популярная композиция этого альбома «River Flows in You» в дальнейшем вошла в две компиляции.
Позднее из-за большой популярности «River Flows in You» и малом числе публикаций о музыканте по миру распространились слухи о том, что эта мелодия якобы была саундтреком к фильму «Сумерки», что является неправдой, как и множество фейковых видео с наложенной на кадры фильма мелодией River Flows in You.
В январе 2002 года Ли Рума стал первым корейским музыкантом, выступившим на известном музыкальном фестивале MIDEM в Каннах, Франция. Изначально его альбомы выпускались в Европе и Азии. Его произведения занимают высшие позиции в поп-чартах Кореи, а сам исполнитель считается одним из самых многообещающих музыкантов нашего времени.
В 2004 Ли Рума дебютировал на японской сцене с музыкальным сопровождением из телевизионных мини-сериалов Фудзи ТВ «Tokyowankei». Собрание сочинений «Best of» было выпущено при поддержке студии Universal Music Japan в октябре. Тогда же прошли сольные выступления композитора в знаменитых Tokyo Orchard Hall и Kawaguchi Lilia Hall. Эти выступления сделали его одним из популярных корейских «нью-эйдж» артистов Японии.
Третий альбом композитора «From the yellow room», вышедший в 2003 году, был предзаказан до его выхода более 30 000 раз. В 2004 году альбом «Nocturnal lights… they scatter» дебютировал первым номером в корейских поп-чартах. Зимой 2004 года Ли Рума успешно завершил год концертным туром 2004 Drama Concert, состоявшим из 23 концертов в разных городах Кореи.
В апреле 2005 года Ли Рума записал альбом «Destiny of Love», в который вошли темы из «Tokyowankei» и новые композиции. В том же году записан альбом «Poemusic».
Любовь корейцев Ли Рума заработал сочинением и исполнением музыкальных тем к популярным телесериалам, в том числе к сериалу «Зимняя соната» и его продолжению «Весенний вальс». В 2006 году музыкант стал рекламным лицом Korea Telecom’s KT icom G-cube и Yamaha Korea. В том же году он вышел из британского гражданства, чтобы получить возможность служить в вооружённых силах Республики Корея.
По окончании службы в 2008 году музыкант возобновил выступления, но в сентябре 2010 года разорвал контракт со звукозаписывающей компанией Stomp Music и подписал контракт с Sony Music Entertainment Korea. Stomp Music подала на артиста в суд, так как права на произведения Ли принадлежали компании до конца 2011 года.

## Семья
27 мая 2007 года состоялась свадьба композитора с Son Hye-im (Сон Хё Им), 7 октября того же года родилась дочь Лоанна.

## Дискография
- Love Scene (1.01.2001)
- First Love (1.12.2001)
- Oasis & Yiruma (20.06.2002)
- Doggy Poo (01.12.2002)
- From the Yellow Room (2003)
- Nocturnal Lights… They Scatter (5.08.2004)
- Piano Museum (2004)
- Destiny of Love (19.04.2005)
- Poemusic (19.12.2005)
- H.I.S. Monologue (2006)
- Spring Waltz (2006)[2]
- P.N.O.N.I. (2008)[2]
- Missing You (2009)
- The Best Reminiscent (2011)
- Stay in Memory (2012)[2]
- Healing Piano (2013)[2]
- Blind Film (2013)[2]
- Atmosfera (2014)[2]
- Piano (2015)[2]
- F R A M E (2017)[9]
- Flower (2017)[2]
- Solo (2021)